# Ligne de Saint-Jean à Pointe-du-Chêne
La ligne Saint-Jean-Pointe-du-Chêne est une ligne de chemin de fer canadienne. 
Inaugurée en 1860 par le European and North American Railway, elle se rendait à l'origine de Saint-Jean jusqu'à Pointe-du-Chêne, au Nouveau-Brunswick, mais a été raccourcie jusqu'à Scoudouc dans les années 1980. Il n'y a plus de services de passagers sur la ligne depuis 1994, sauf sur une courte section dans le centre-ville de Moncton, empruntée par le train l'Océan. En revanche, le Canadien National y transporte toujours des marchandises. La gare de Rothesay, construite en même temps que la ligne, est aujourd'hui un site historique national.

## Culture
Le chemin de fer est mentionné dans le recueil de poésie La terre tressée, de Claude Le Bouthillier.